# Orenburg Centralnij repülőtér
Az Orenburg Centralnij repülőtér (IATA: REN, ICAO: UWOO) (oroszul Аэропорт Оренбург [Aeroport Orenburg]) nemzetközi repülőtér Oroszországban, amely Orenburg közelében található. Éves utasforgalma 792 316 fő (2018).

## Futópályák
A repülőtér futópályái:
- 08/26 (2500 m, 42 m, aszfalt)

## Forgalom
Az utasforgalom az elmúlt években az alábbi módon változott:
| Utasok száma | 445 995 | 464 628 | 573 345 | 661 381 | 629 549 | 744 303 | 792 316 | 783 647 | 524 134 | 993 574 |
|              | 2011    | 2012    | 2013    | 2014    | 2015    | 2017    | 2018    | 2019    | 2020    | 2021    |

## Légitársaságok és úticélok
| Légitársaság       | Célállomások                          |
| ------------------ | ------------------------------------- |
| Aeroflot           | Moscow–Sheremetyevo Szezonális: Sochi |
| IrAero             | Baku                                  |
| Nordwind Airlines  | Moscow–Sheremetyevo                   |
| Orenburzhye        | Kazany, Yekaterinburg                 |
| Pegas Fly          | Moscow–Sheremetyevo, St. Petersburg   |
| Red Wings Airlines | Yekaterinburg                         |
| Rossiya Airlines   | Moscow–Sheremetyevo                   |
| Smartavia          | Moszkva–Domogyedovo                   |
| Yamal Airlines     | Szezonális: Simferopol                |